# Heuchelberg
Heuchelberg este un lanț muntos de aproximativ 15 kilometri lungime și constituit din culmi modeste, de până la 353 m deasupra nivelului mării, situat la câțiva kilometri sud-vest de orașul Heilbronn din districtul cu același nume din landul Baden-Württemberg. 

## Localizare
Heuchelberg și regiunea adiacentă Stromberg, situate la sud de râul Zaber, își dau numele parcului natural Stromberg-Heuchelberg fondat în 1980 (al treilea parc natural din Baden-Württemberg). 
Heuchelberg traversează partea de vest a districtului Heilbronn, între Leingarten în nord-est și Zaberfeld în sud-vest. Se află pe teritoriul următoarelor orașe și sate (în sensul acelor de ceasornic din nord-est): Leingarten, Nordheim, Brackenheim, Güglingen, Pfaffenhofen și Zaberfeld (în sud-vest) și Eppingen (numai municipalitatea Kleingartach), Schwaigern și, în sfârșit, din nou Leingarten. 

## Vârfuri
Dealurile și punctele înalte ale crestei Heuchelberg includ următoarele - sortate după înălțime: 
- punctul cel mai înalt fără nume al vârfului Heuchelberg (353 m), situat între Stetten și Haberschlacht[1]
- Heidelberg (335,9 m), între Neipperg și Nordhausen
- punct înalt pe Wolfsgrube (335,7 m), între Stetten și Haberschlacht
- Eichbühl (335 m), între Neipperg și Stetten
- Ottilienberg (313,6 m), între Eppingen și Kleingartach
- Spitzenberg (276,4 m), în Zaberfeld; cu stâlpi de linie electrică și fostul castel Burghalde